# Stresemannstraße (Berlin)
La Stresemannstraße est une voie de circulation longue de 1,5 kilomètre dans les quartiers berlinois de Kreuzberg et Mitte. 

## Situation et accès
La rue s'étend vers le sud-est depuis la Potsdamer Platz au niveau de l'Erna-Berger-Straße via Askanischer Platz (de) et Ida-Wolff-Platz jusqu'à la Wilhelmstraße. Les numéros impairs 15-127 se trouvent dans le quartier de Kreuzberg ainsi que les numéros de maison pairs 28-110, les numéros pairs 120-130 se trouvent dans le quartier de Mitte.

## Origine du nom
Elle est nommée en l'honneur du ministre des Affaires étrangères de la République de Weimar Gustav Stresemann (1878-1929).

## Historique
La rue est créée vers 1831 avec l'expansion de la ville et fait partie du mur de douane de Berlin, érigé à l'époque pour surveiller le commerce à l'intérieur des limites de la ville. Entre la porte de Potsdam et la porte d'Anhalt (de), elle s'appelle « Potsdamer Communication » et continue vers le sud-est sous le nom de « Hirschelstraße ». La section de la porte d'Anhalt à la porte de Halle s'appelle « Anhaltische Communication ». 
Après la fin de la guerre austro-prussienne, la rue entière est rebaptisée « Königgrätzer Straße » en 1867 pour commémorer la bataille de Königgrätz le 3 juillet 1866, au cours de laquelle les troupes prussiennes battent les armées d'Autriche et de Saxe près du village de Sadowa. 
La Trésorerie générale militaire (de) est située dans le bâtiment 122. En 1930, elle adopte le nom de « Stresemannstraße », puis, lors de la réintégration de la région de la Sarre, elle est renommée « Saarlandstraße » à partir de 1935 et retrouve son nom actuel en 1947.

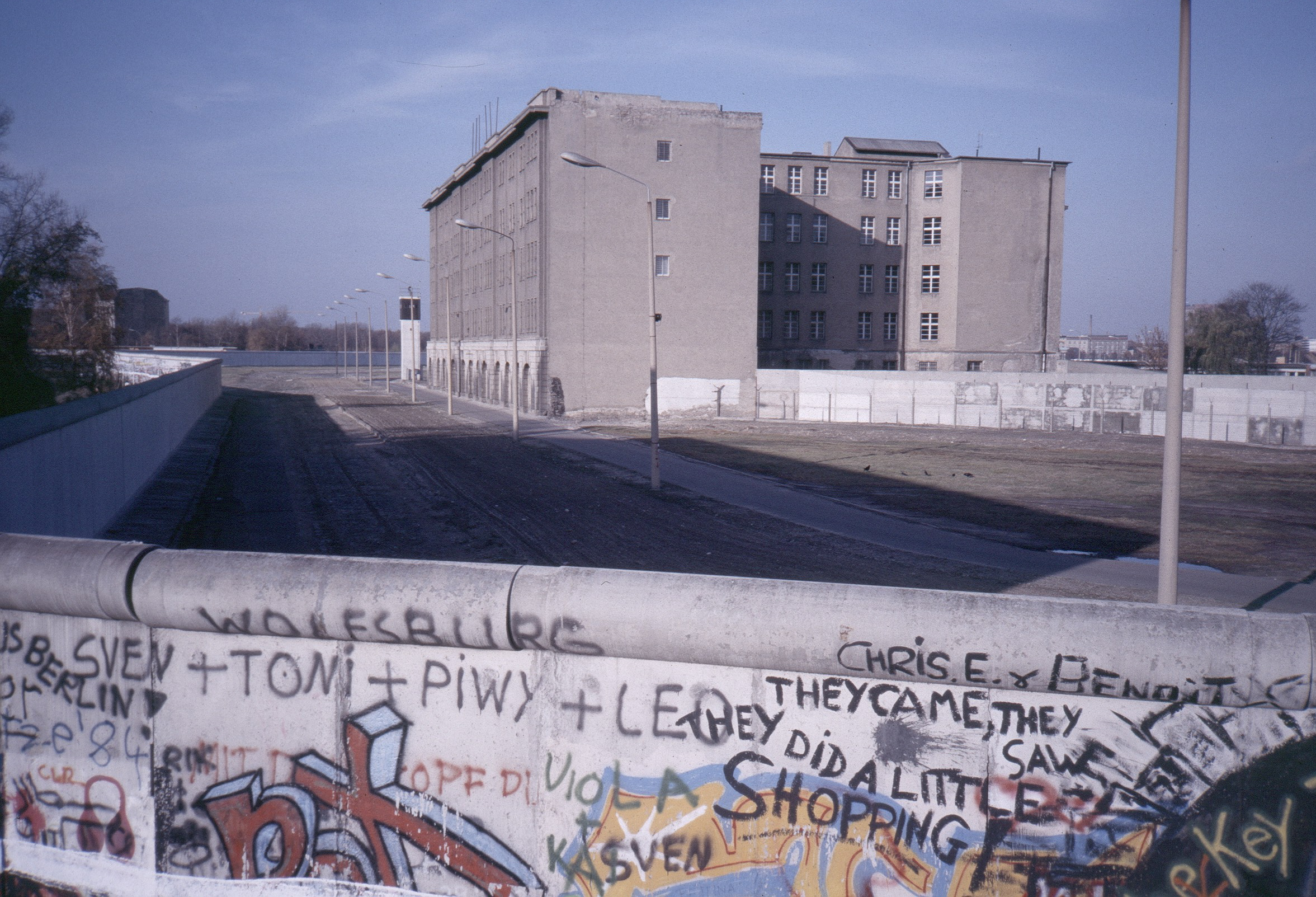
Stresemannstraße dans le cadre de la bande de la mort, 1986

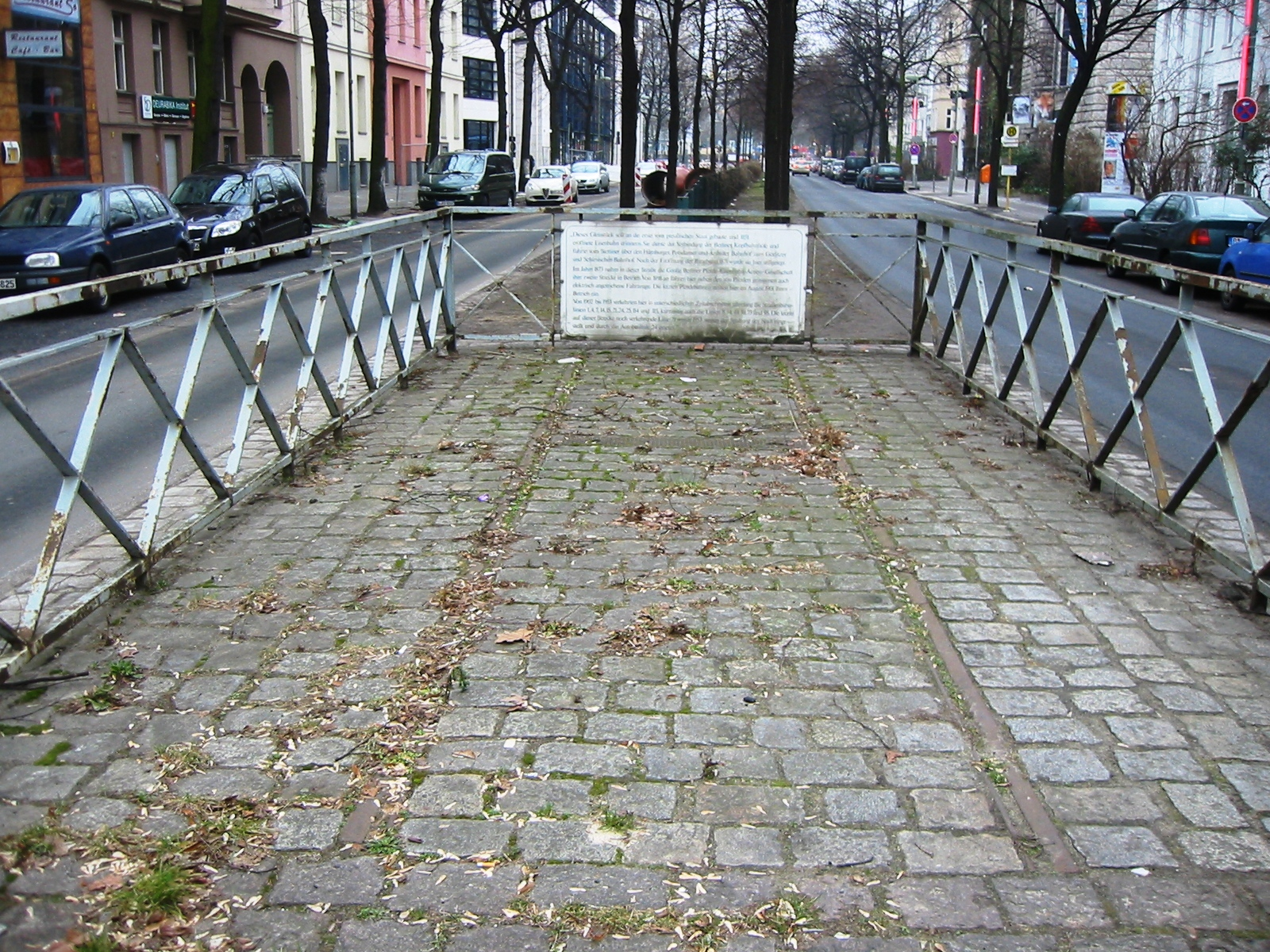
Tronçon de voie de l'ancien connecteur de Stettin à la gare de Silésie

Avec la construction du mur de Berlin en 1961, la section appartenant au quartier de Mitte est devenue une partie de la bande de la mort. Un grand nombre de bâtiments sont détruits par la Seconde Guerre mondiale, ce n'est donc qu'à la fin des années 1980, avec l'Exposition internationale du bâtiment (de), que de nouvelles activités de construction ont lieu. La priorité est de promouvoir le logement social afin de « reconquérir les zones délaissées en zones résidentielles ». Dès 1986, le plan d'aménagement et d'aménagement du territoire prévoit la construction d'une « bande urbaine » avec une autoroute comme contournement sud. Cependant, cela n’est pas réalisé et il y a donc des espaces ouverts, dont certains sont désignés comme espaces verts. Un bâtiment culturel et commercial est également prévu au sommet de l'îlot de la Wilhelmstraße, qui formerait le pendant de la maison de l'Association allemande des métallurgistes (de) de l'Alten Jakobstraße. Malgré une étude de conception réalisée par le lauréat Helge Bofinger (de) de 1983, le site reste initialement sous-exploité car le quartier de Kreuzberg ne voulait pas se passer de cet espace vert doté d'une aire de jeux. La maison Willy-Brandt (de) est ensuite construite sur ce site. Ce qui est réalisé, cependant, c'est la restauration du lotissement en bordure d'îlot entre la Stresemannstraße 38, 42-46 et la Wilhelmstraße 131 et 136-139, qui prévoit un lotissement de passage comprenant 97 appartements, dont une maison avec douze appartements pour personnes âgées et un salle commune. En outre, une maison de douze appartements pour personnes souffrant de troubles spastiques, une salle commune avec un atelier et quatre extensions d'appartements ont été construites. Le développement prévu sur la place municipale autour de la Hallesche Straße, de la Großbeerenstraße et de la Stresemannstraße sur la base de la Schinkelplatz avec une « correspondance visible avec le monument de Kreuzberg (de) » n'est pas non plus réalisé au profit d'un autre espace ouvert, l'actuelle Ida-Wolff-Platz.
L'ancien mur de douane et d'accise est fouillé et reconstruit en 1987 sur une section située aux numéros de maison 62 à 64. Au sud de l'Ida-Wolff-Platz, un morceau de voie ferrée dans la bande médiane de la rue rappelle la voie ferrée de liaison de Berlin (de).

## Bâtiments remarquables et lieux de mémoire
Il y a quelques bâtiments intéressants le long de la rue, dont certains sont classés :
- No 28/Wilhelmstraße 140 : Maison Willy-Brandt (de), inaugurée en 1996
- No 29 : Théâtre Hebbel (de), achevé en 1908
- No 66 : Église Saint-Clément (de), église catholique, offerte par Clemens August von Galen, aujourd'hui dirigée par un ordre indien qui maintient l'église ouverte 24 heures sur 24.
- No 90 : Maison de l'Allemagne (de), construit de 1926 à 1931 avec la maison de l'Europe
- Askanischer Platz (de) : Vestiges de la nouvelle porte d'Anhalt de la gare d'Anhalt détruite de 1880 ainsi que du siège de l'édition du Tagesspiegel sur l'Askanischer Platz 3 (anciennement : Administration centrale de Siemens & Halske AG, à partir de 1912 : siège d'Accumulators Fabrik AG ; AFA – rebaptisée VARTA en 1962)
- No 92-94 : Maison de l'Europe (de), achevée en 1931, actuellement siège berlinois du ministère fédéral de la Coopération économique et du Développement
- No 128 : Extension du ministère prussien de l'Agriculture, des Domaines et des Forêts, 1913-1916, aujourd'hui : Ministère fédéral de l'Environnement, de la Conservation de la nature et de la Sûreté nucléaire

De 1928 à 1945 environ, le tunnel Excelsior (de), long d'environ 80 m le long de son axe principal, sert de passage souterrain pour les piétons. Il relie la plate-forme transversale de la gare d'Anhalt au rez-de-chaussée de l'hôtel Excelsior à l'aide d'ascenseurs, ainsi qu'aux trottoirs devant celui-ci à l'aide d'escaliers. Les vestiges du tunnel sont démolis en 1985.

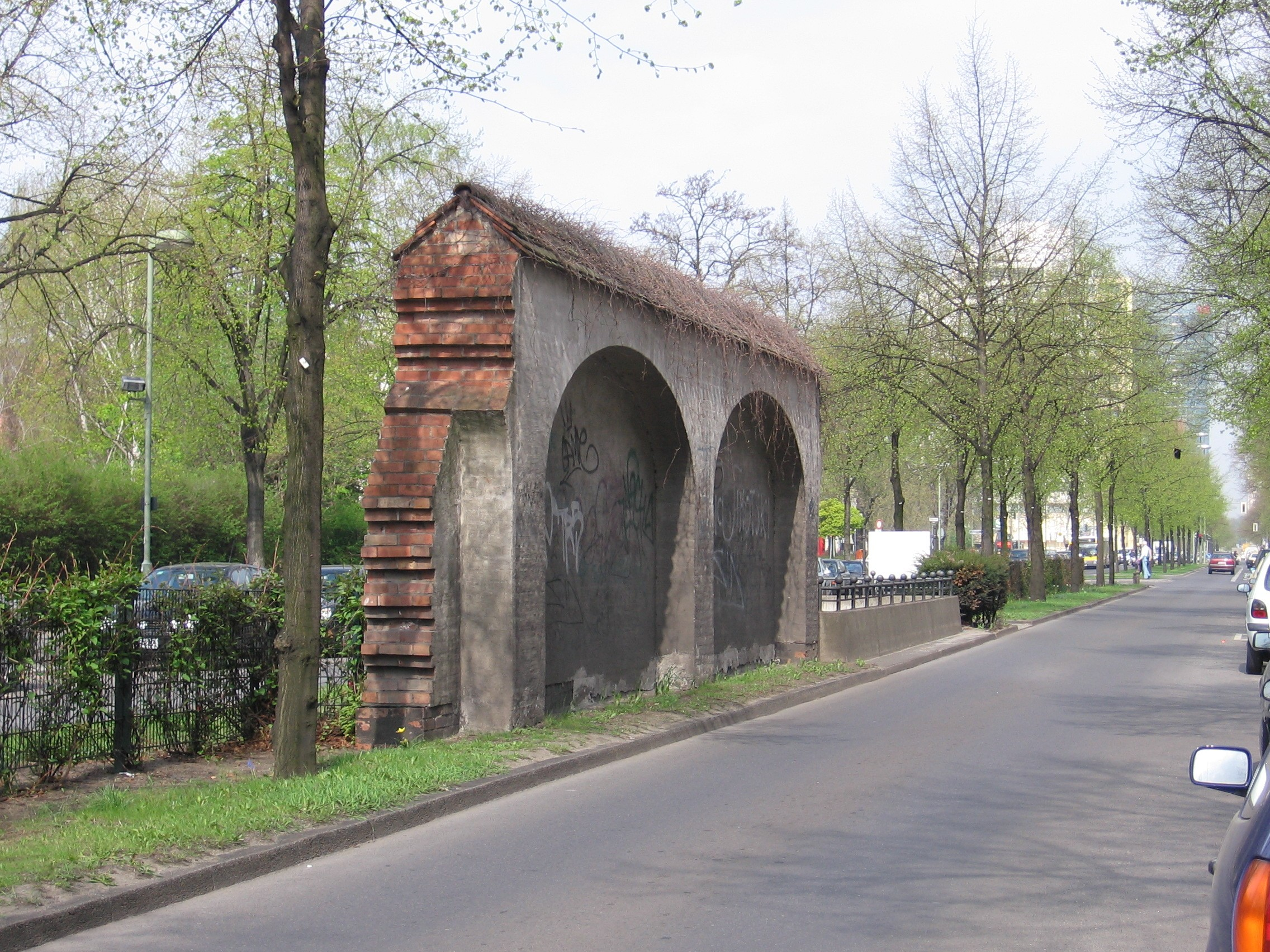
Un morceau du mur des douanes et accises de Berlin sur la Stresemannstrasse, reconstruit dans les années 1980
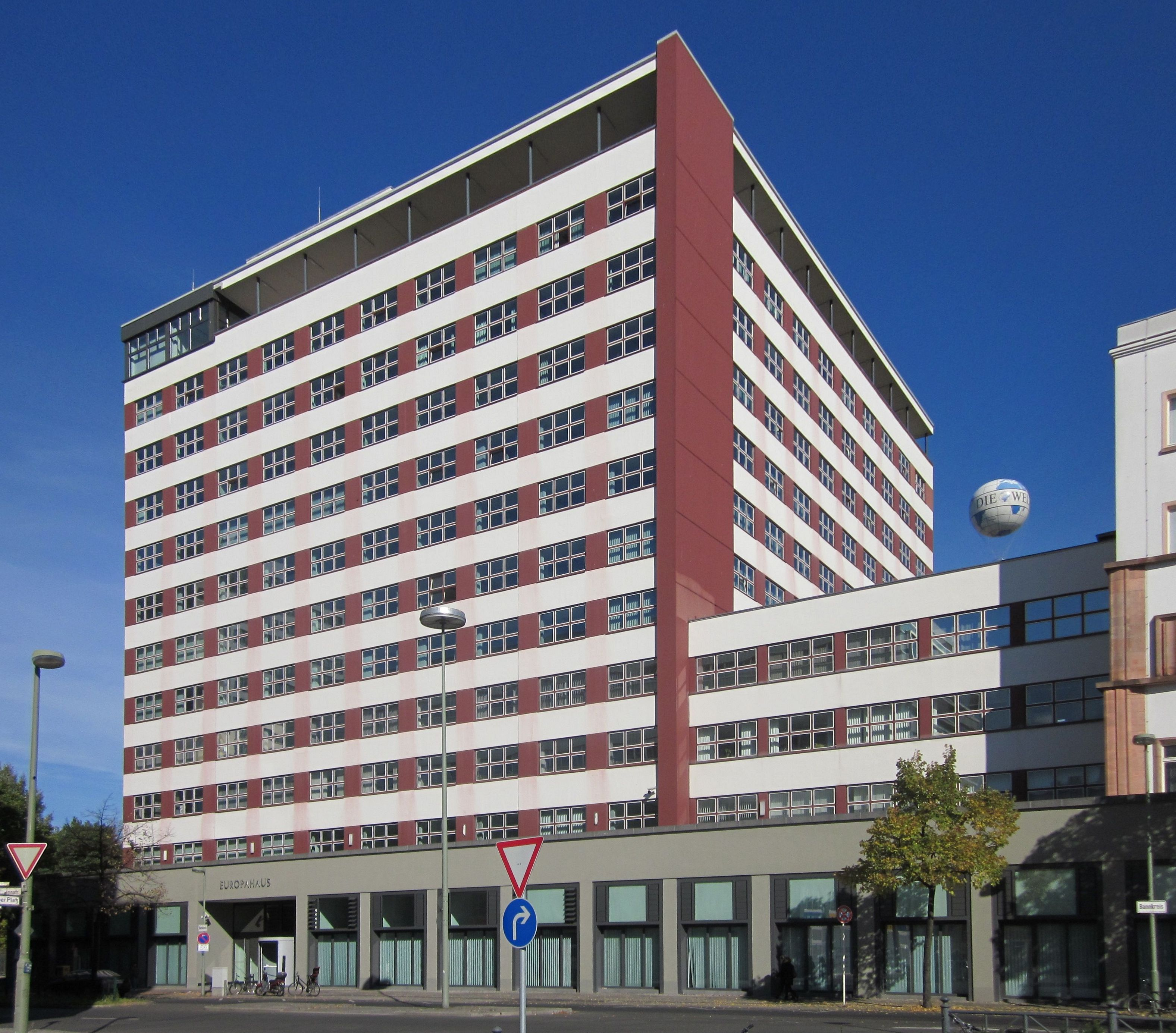
Maison de l'Europe (de)
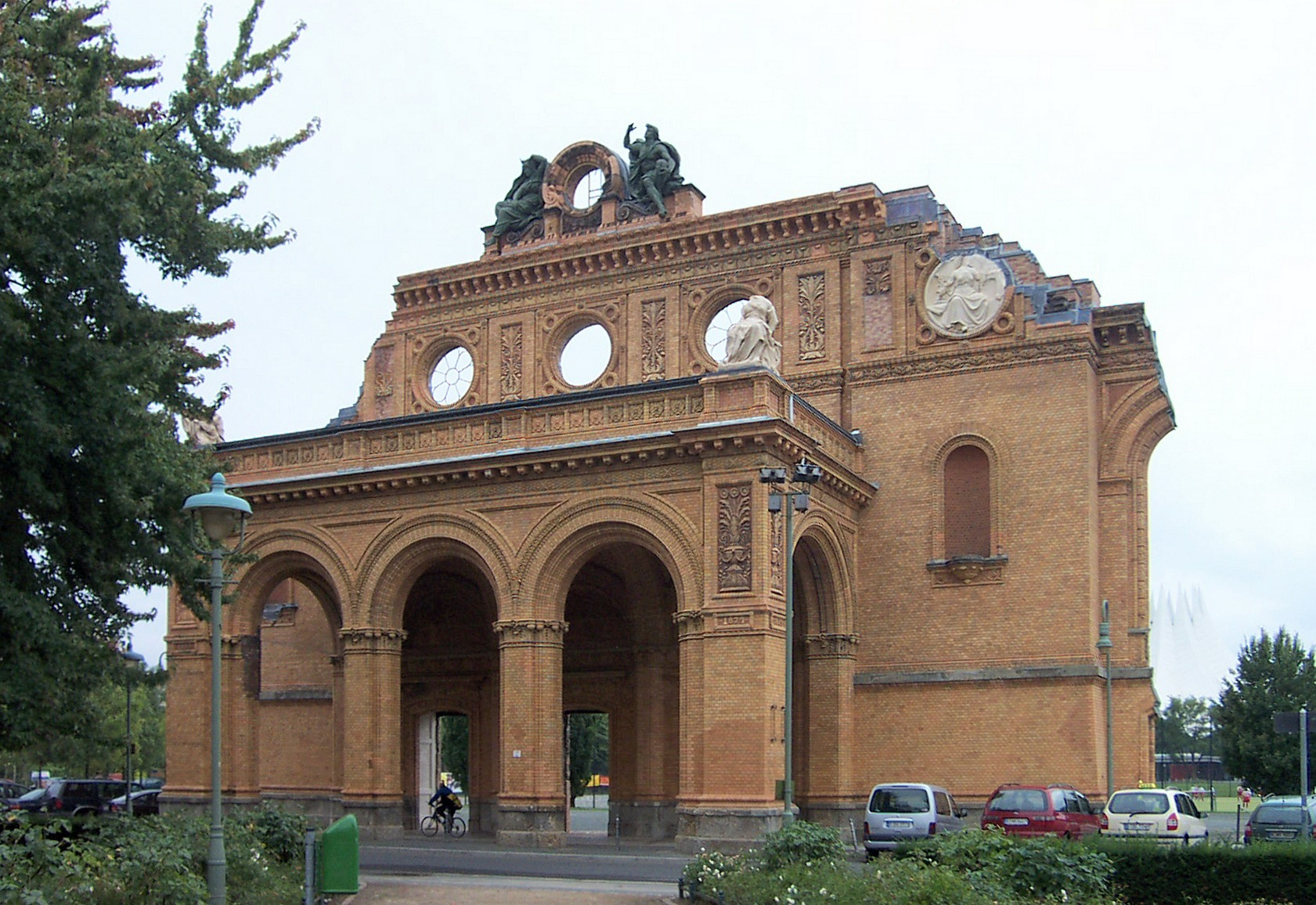
Fragment du portail de l'ancienne gare d'Anhalt
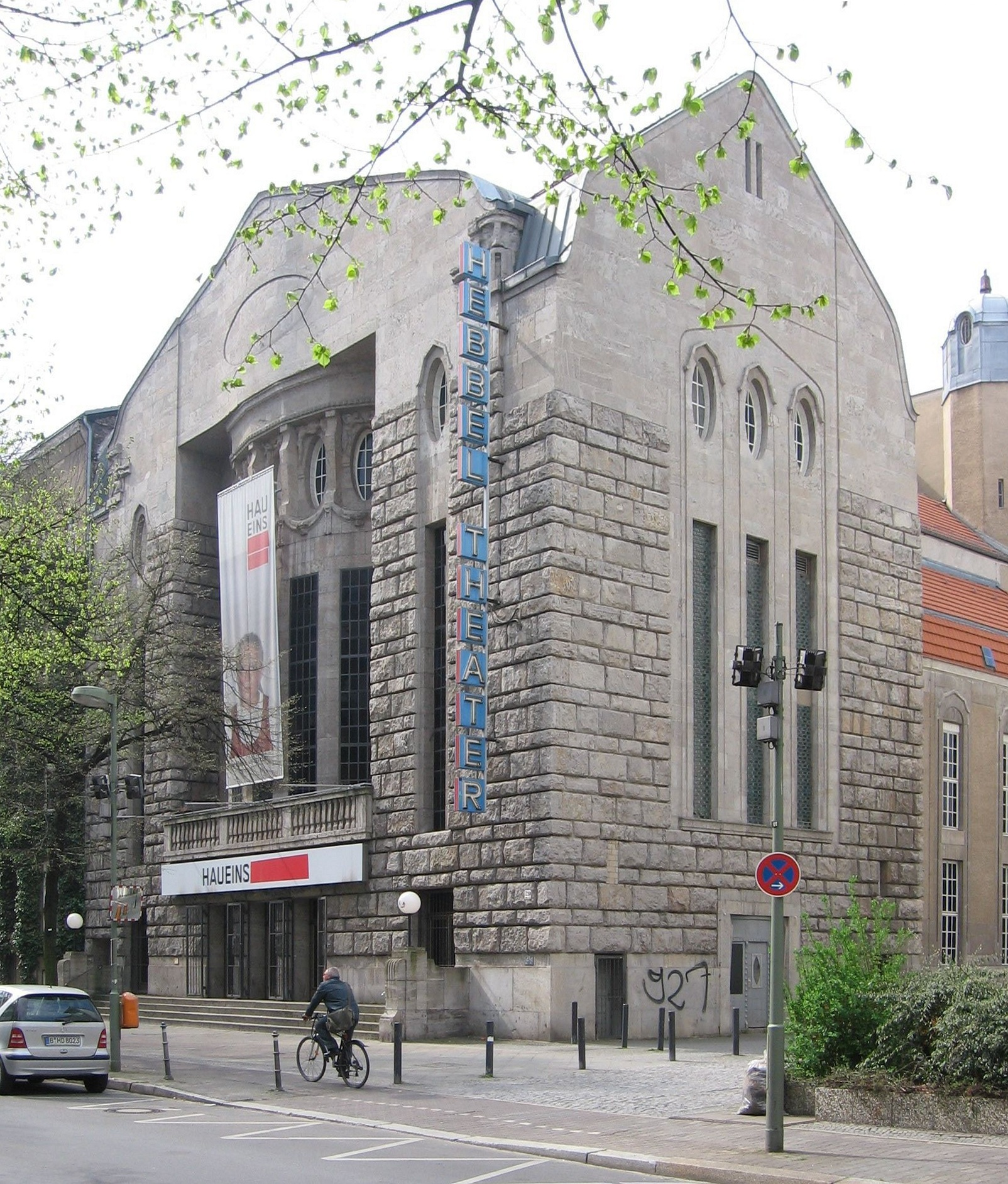
Théâtre Hebbel (de)
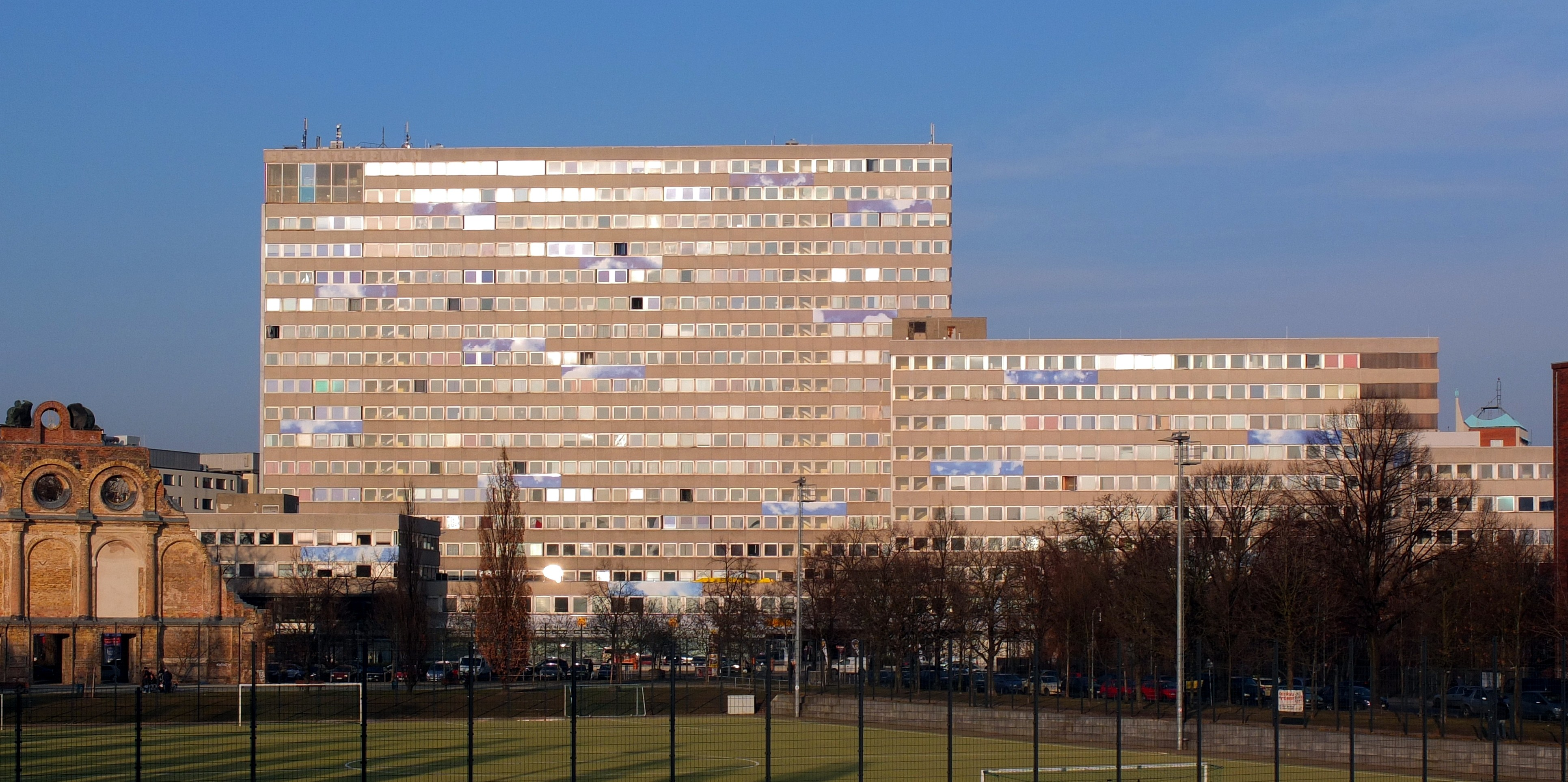
Maison Excelsior (de)